# Jinchuan Group
Jinchuan Group Company Limited («Цзиньчуань Груп») — китайская горнодобывающая и металлургическая компания, подконтрольная правительству провинции Ганьсу. Штаб-квартира расположена в городе Цзиньчан. Входит в число крупнейших компаний страны.

## История
В июле 1958 года в Цзиньчане было обнаружено месторождение никеля. В июне 1959 года была создана Northwest China Metallurgical Construction Company, в октябре 1959 года был основан никелевый рудник Юнчан, в ноябре 1959 года началось строительство на никелевом руднике Цзиньчуань. В июне 1962 года был основан открытый рудник Луншоу (Цзиньчан).
В 1964 году компания ввела в эксплуатацию мощности по выплавке никеля; в апреле 1965 года начала производство платины и палладия; в мае 1965 года началась подземная добыча на руднике Луншоу; в августе 1968 года началась добыча драгоценных и редкоземельных элементов на руднике Цзиньчуань (платина, палладий, золото, серебро, осмий, рутений, родий и иридий).
В 1978 году рудник Цзиньчуань вошёл в тройку крупнейших китайских баз по добыче минеральных ресурсов. В 1985 году производство никеля в Цзиньчуане достигло 20 тыс. метрических тонн. В 1990 году Jinchuan Company по контракту с Metallurgical Corporation of China начала разведывательные работы на медном руднике Сайндак в Пакистане.
В 2001 году была основана Jinchuan Group Co. Ltd., в 2004 году она построила в Ланьчжоу технологический парк, а в 2005 году запустила в ДР Конго проект по производству медно-кобальтового сплава. В 2007 году объём производства Jinchuan Group составил 150 тыс. тонн чистого никеля (90 % производства никеля в Китае) и 400 тыс. тонн меди; продажи составили 50 млрд юаней, а прибыль — 10 млрд юаней (в 2006 году — 7,2 млрд юаней). По состоянию на 2007 год Jinchuan Group являлась крупнейшим производителем никеля в Азии и 4-м по величине производителем меди в Китае.
В 2008 году Jinchuan Group приобрела канадскую компанию Recursos Tyler и мексиканский рудник Bahuerachi Copper Mine. В 2010 году группа запустила никелевый рудник Мунали в Замбии и основала компанию Guangxi Jinchuan Nonferrous Metals (совместное предприятие Jinchuan Group и сингапурского трейдера Trafigura). В 2011 году Jinchuan Group и государственный China-Africa Development Fund совместно приобрели 51 % акций компании Wesizwe Platinum (ЮАР). По итогам 2011 года оборот Jinchuan Group превысил 120 млрд юаней (17,78 млрд долл. США), что сделало её первой компанией в провинции Ганьсу, чей годовой оборот превысил 100 млрд юаней.
В начале 2012 года Jinchuan Group приобрела южноафриканскую горнодобывающую корпорацию Metorex, обойдя бразильскую группу Vale. В сентябре 2013 года дочерняя Jinchuan Group International Resources приобрела у материнской Jinchuan Group 100 % акций компании Metorex. В июле 2016 года вышла на биржу дочерняя компания Lanzhou Jinchuan Advanced Materials Technology. В ноябре 2016 года дочерняя компания PT Wanatiara Persada начала строительство в Индонезии никелевого рудника. В 2017 году Jinchuan Group ввела в эксплуатацию Chibuluma Copper Mine в Замбии и вывела в прибыль ранее убыточную компанию Metorex.
В 2018 году Jinchuan Group вместе с китайскими партнёрами приняла участие в разработке никель-кобальтового рудника Сяжихаму в провинции Цинхай. В июне 2019 года Jinchuan Group заняла 369-е место в рейтинге Fortune Global 500, став первой компанией из Ганьсу в этом списке. В ноябре 2019 года PT Wanatiara Persada начала экспорт ферроникелевой продукции в Китай. В 2021 году оборот Jinchuan Group достиг 262,2 млрд юаней, а общая прибыль превысила 12,7 млрд юаней.
По итогам 2022 года выручка Jinchuan Group превысила 300 млрд юаней, она заняла 339-е место в рейтинге Fortune Global 500, 100-е место в рейтинге 500 крупнейших компаний Китая, 39-е место среди 500 крупнейших промышленных компаний Китая и 59-е место среди 100 крупнейших китайских транснациональных корпораций.

## Деятельность
Jinchuan Group занимается разведкой, добычей и обогащением сырьевых ресурсов; производит катодную медь, никель, кобальт, платину, палладий, золото, серебро, селен и теллур; производит изделия из цветных металлов (медную фольгу, кабели); производит химическую продукцию (сульфат меди, сульфат калия, гидроксид натрия, соляную кислоту, жидкий хлор, поливинилхлорид, дихлорэтан, тетракарбонилникель, фосфат лития железа); производит промышленное оборудование (плавильные печи и другое оборудование для производства цветных металлов, горнодобывающее, подъёмное и энергетическое оборудование, стальные конструкции); строит промышленные, транспортные, коммерческие и жилые объекты, производит бетон, стальные конструкции, двери, окна и другие строительные материалы и покрытия; торгует сырьём и металлами; развивает солнечную энергетику, разрабатывает автономные транспортные средства для перевозки грузов.
По состоянию на 2021 год Jinchuan Group являлась третьим по величине производителем никеля и четвёртым по величине производителем кобальта в мире, первым по величине производителем металлов платиновой группы в Азии и четвёртым по величине производителем меди в Китае; установленные годовые мощности компании составляли 230 тыс. тонн никеля, 1,1 млн тонн меди, 17 тыс. тонн кобальта, 10 тыс. кг металлов платиновой группы, 30 тонн золота, 600 тонн серебра, 200 тонн селена и 5,6 млн тонн химической продукции. Дочерняя Jinchuan Group Engineering and Construction входит в 500 крупнейших производителей строительных материалов Китая, а Jinchuan Group Logistics — в сотню крупнейших логистических компаний Западного Китая. Исследовательским и консалтинговым ядром группы является Jinchuan Nickel Cobalt Research and Design Institute. На международные операции приходилось более 30 % всех активов Jinchuan Group.
Основная продукция
- Изделия из никелевого сплава (проволока, листы, полосы, рулоны, стержни и плиты)[15]
- Никелевые изделия (электролитический никель, никель с гальваническим покрытием, сверхчистый никель, никелевый порошок, хлорид никеля, сульфат никеля и гидроксид никеля)[16]
- Медные изделия (сверхчистая медь, медные катоды, сульфат меди, порошок оксида меди, фосфористые медные аноды)[17][18]
- Продукты обработки меди (медные полосы, ленты и проволока, трубки из медного сплава, медно-никелевые трубы, медные водяные рубашки)[19][20]
- Кобальтовые изделия (кобальтовые листы, сверхчистый кобальт, оксид кобальта, прекурсор никель-кобальт-марганец)[21]
- Драгоценные металлы (золотые слитки, серебро, порошки платины, осмия, иридия, родия, рутения и теллура)[22]
- Кабели и провода (медные, алюминиевые, изолированные)[23]
- Литейные и кованые изделия (стальные шарики, стержни, баллоны и контейнеры)[24]
- Изделия из твёрдых сплавов (геологические инструменты, вольфрамовые кольца и ролики)[25]
- Буровой инструмент (свёрла, штанги и соединительные втулки)[26]
- Химические изделия (сульфат магния, гидроксид натрия, сульфит натрия, серная и соляная кислота, жидкий хлор, сера, карбонильные металлургические изделия, в том числе порошки карбонильного никеля и железа)[27][28]
- Бытовая химия (дезинфицирующие средства, средства для полоскания полости рта, средства для чистки туалетов, стеклоочистители и стеклоомывающая жидкость)[29]
- Инженерный пластик (трубы и фитинги для водоснабжения, лотки, древесно-пластиковые композитные изделия)[30]
- Промышленные ткани (брезент, ткани для фильтров, мембранных мешков, пылевых мешков и нейлоновых сумок)[31]
- Униформа (антистатические брюки и куртки, пылезащитные головные уборы, утепленная обувь, одноразовые медицинские маски, поясные сумки)[32]
- Машины для подземных работ (экскаваторы, машины для сверления, подъёма грузов, перевозки руды)[33]
- Промышленное оборудование для горнодобычи и металлургии (вагонетки, ленточные конвейеры, металлическая сетка и арочные конструкции, болты, заклепки и сварочные детали)[34]
- Оборудование для солнечной энергетики (фотоэлектрические электростанции, солнечные водонагреватели, тепловые насосы)[35]
- Тара и упаковка (пластиковые пакеты, мешки и сумки, стальные бочки и банки)[36]

Производственные мощности
Основные сырьевые базы Jinchuan Group расположены в районах Цзиньчуань / Луншоу (медь, никель и кварц); Колвези / Мусоной (медь и кобальт); Лубумбаши / Руаши (медь и кобальт); Кавимба / Кинсенда (медь и серебро); Касюмбалеза / Любембе (медь); Калулуши / Чибулума (медь и никель); Кафуэ / Мунали (никель); Рюстенбург / Бакубунг (платина); Оби (никель); Урике / Бахуэрачи (медь). Компания Tibet Tianyuan Mining Resources Development (совместное предприятие Jinchuan Group и Zijin Mining Group) добывает сырьё в Тибете. Металлургические заводы группы расположены в Цзиньчуане, Ланьчжоу, Фанчэнгане и Лубумбаши, солнечная электростанция — в Цзиньчане.

## Структура компании
В состав Jinchuan Group входит несколько дочерних компаний:
- Jinchuan Group International Resources (Гонконг)[39]
- Jinchuan Group Hongkong Resources Holdings (Гонконг)[40][41]
- Jinchuan Group Trading (Шанхай)[42]
- China Jinchuan Investment Holdings (Пекин)[43]
- Zhong Gang-Jin Bang International Culture Consulting (Пекин)[44]
- Jinchuan Group Marketing
  - Guangdong Jinhui Metals
  - Hong Kong Golden Wealth International Trading
  - Jiangsu Jinrong Metal Materials
  - Jinchuan Group Bulk Commodity Trade
- Jinchuan Group Copper (Цзиньчан)
- Jinchuan Group Chemical (Цзиньчан) 
  - Jinchuan Group Chemical New Materials
  - Gansu Jinchuan Xinrong Chemical
- Jinchuan Group Engineering and Construction
- Jinchuan Group Logistics
- Lanzhou Jinchuan Advanced Materials Technology (Ланьчжоу)
- Lanzhou Jinchuan Technology Park (Ланьчжоу)[45]
- Guangxi Jinchuan Nonferrous Metals (Фанчэнган)[46]
- Tibet Tianyuan Mining Resources Development[47]
- Nickel-Metropolis Industrial Company (Цзиньчан) 
  - Jinchuan Casting New Materials Company

Зарубежные активы
- Metorex (ЮАР)[48]
  - Chibuluma Copper Mine (Замбия)[49]
  - Ruashi Copper and Cobalt Mine (ДР Конго)[50]
  - Musonoi Copper and Cobalt Mine (ДР Конго)[51]
  - Kinsenda Copper Mine (ДР Конго)[52]
  - Lubembe Copper Mine (ДР Конго)[53]
- Wesizwe Platinum (ЮАР)[54]
- PT Wanatiara Persada (Индонезия)[55]
- Jinchuan (Singapore) Resources
- Recursos Tyler (Канада)[56]
  - Bahuerachi Copper Mine (Мексика)